# Copa Presidente 1960
En 1960 se efectuó la vigésimo octava edición de los torneos de Copa del fútbol costarricense con el nombre de Copa Presidente, organizada por la Federación de Fútbol. 
El Deportivo Saprissa con la dirección técnica de Eduardo Viso, se proclamó monarca del certamen de manera invicta.
La Copa Presidente de 1960 quedó integrada por los ocho equipos de primera división y dos de segunda división, se plantearon dos grupos de cinco equipos (Grupo A: Alajuelense, Herediano, Carmelita, Uruguay de Coronado y La Libertad y en el Grupo B: Saprissa, Cartaginés, Gimnástica Española, Orión y Barrio México) en donde clasificarían a dos triangulares semifinales los primeros tres de cada grupo. Para la triangular A se clasificaron Saprissa, Cartaginés y Barrio México, en tanto que en la triangular B estuvieron Alajuelense, Herediano y Carmelita. En el juego inaugural el Deportivo Saprissa ganó 3-2 al Nicolás Marín. El Saprissa le ganó la final al cuadro Herediano con un marcador de 1-0, con el gol de Rubén Jiménez al minuto 47.
El goleador del torneo fue Guillermo Valenciano del conjunto Barrio México con 9 goles.

## Resultados[8]

### Primera Fase

#### Grupo A
| 9 de octubre de 1960 | Carmelita | 0:3 | Uruguay de Coronado       | Estadio de Alajuela, Alajuela |                           |
|                      |           |     | Meléndez · Carboni ?' (?) | Árbitro(s): Danilo Alfaro     | Árbitro(s): Danilo Alfaro |

| 12 de octubre de 1960 | Herediano | 0:1 | Alajuelense | Estadio de Heredia, Heredia |                          |
|                       |           |     | González    | Árbitro(s): Pedro Quirce    | Árbitro(s): Pedro Quirce |

| 16 de octubre de 1960 | Alajuelense        | 2:1 | Carmelita     | Estadio de Alajuela, Alajuela |  |
|                       | González · Godínez |     | Jorge Bolaños |                               |  |

| 16 de octubre de 1960 | Uruguay de Coronado | 1:2 | La Libertad               | Estadio Nacional, San José |  |
|                       | Rodríguez           |     | Miguel Jiménez · Corrales |                            |  |

| 23 de octubre de 1960 | Herediano         | 2:0 | Uruguay de Coronado | Estadio de Heredia, Heredia |  |
|                       | Bejarano · Carpio |     |                     |                             |  |

| 23 de octubre de 1960 | Alajuelense | 1:1 | La Libertad | Estadio de Alajuela, Alajuela |  |
|                       | Alvarado    |     | Vargas      |                               |  |

| 30 de octubre de 1960 | Carmelita | 1:1 | Herediano | Estadio de Alajuela, Alajuela |  |
|                       | Araya     |     | Carpio    |                               |  |

| 6 de noviembre de 1960 | Carmelita                              | 4:0 | La Libertad | Estadio de Alajuela, Alajuela |  |
|                        | Marco Bravo · Bolaños · Arturo Herrera |     |             |                               |  |

| 13 de noviembre de 1960 | Herediano                             | 4:0 | La Libertad | Estadio de Heredia, Heredia |  |
|                         | Quesada · Bejarano · Carpio · Montero |     |             |                             |  |

| 13 de noviembre de 1960 | Alajuelense                       | 4:0 | Uruguay de Coronado | Estadio de Alajuela, Alajuela |  |
|                         | González · Óscar Herrera · Wagner |     |                     |                               |  |

| Desempate; 20 de noviembre de 1960 | Carmelita                  | 3:1 | La Libertad | Estadio de Alajuela, Alajuela |                            |
|                                    | José Álvarez · Oconitrillo |     | Barquero    | Árbitro(s): Leonardo Ortiz    | Árbitro(s): Leonardo Ortiz |

#### Grupo B
| 9 de octubre de 1960 | Saprissa                        | 3:2 | Barrio México     | Estadio Nacional, San José |  |
|                      | Carlos García ?', ?' · Monge ?' |     | Valenciano ?', ?' |                            |  |

| 14 de octubre de 1960 | Gimnástica Española           | 4:3 | Orión                      | Estadio Nacional, San José |  |
|                       | Vargas ?', ?', ?' · Chavarría |     | Barboza · Morris · Segreda |                            |  |

| 16 de octubre de 1960 | Cartaginés      | 1:3 | Saprissa                       | Estadio de Cartago, Cartago |  |
|                       | Carlos Valverde |     | Vásquez · Carlos García ?', ?' |                             |  |

| 23 de octubre de 1960 | Cartaginés              | 2:5 | Barrio México                              | Estadio de Cartago, Cartago |  |
|                       | Miguel Rodríguez · Troz |     | Alfaro · Valenciano ?', ?', ?' · Portuguéz |                             |  |

| 30 de octubre de 1960 | Orión          | 0:1 | Barrio México               | Estadio de Heredia, Heredia |  |
|                       | Peña · Barboza |     | Valenciano ?', ?' · Herrera |                             |  |

| 30 de octubre de 1960 | Cartaginés      | 3:1 | Gimnástica Española | Estadio de Cartago, Cartago |  |
|                       | Troz ?', ?', ?' |     | Show                |                             |  |

| 6 de noviembre de 1960 | Gimnástica Española | 0:1 | Saprissa | Estadio Nacional, San José |                           |
|                        |                     |     | Cordero  | Árbitro(s): Stanley Monge  | Árbitro(s): Stanley Monge |

| 6 de noviembre de 1960 | Cartaginés                         | 5:0 | Orión | Estadio de Cartago, Cartago |  |
|                        | Armijo ?', ?', ?' · Troz · Quesada |     |       |                             |  |

| 13 de noviembre de 1960 | Barrio México | 0:1 | Gimnástica Española | Estadio de Cartago, Cartago |  |
|                         |               |     | Orozco              |                             |  |

| 20 de noviembre de 1960 | Saprissa | - | Orión1 | Estadio de Alajuela, Alajuela |  |

| Desempate; 20 de noviembre de 1960 | Cartaginés | 1:1 (2:3 p.) | Barrio México | Estadio de Heredia, Heredia |  |
|                                    | Córdoba    |              | Acuña         |                             |  |

| Desempate; 20 de noviembre de 1960 | Gimnástica Española | 0:0 (4:5 p.) | Cartaginés | Estadio de Heredia, Heredia |  |

| Desempate; 20 de noviembre de 1960 | Barrio México | 1:1 (5:4 p.) | Gimnástica Española | Estadio de Heredia, Heredia |  |
|                                    | Alfaro        |              | Vargas              |                             |  |

1. El último juego pendiente es Saprissa – Orión programado en el estadio de Alajuela a las 09:00 am, pero dado que Saprissa (ya clasificado) y Orión ya está eliminado, ambos clubes no asisten al partido.

### Segunda fase

#### Grupo A
| 27 de noviembre de 1960 | Carmelita | 0:0 | Alajuelense | Estadio de Alajuela, Alajuela |  |
|                         |           |     |             | Árbitro(s): Juan Soto París   |  |

| 4 de diciembre de 1960 | Herediano                  | 2:0 (1:0) | Alajuelense | Estadio de Heredia, Heredia |                           |
|                        | Bejarano ?' · Ferguson 46' |           |             | Árbitro(s): Eladio Sibaja   | Árbitro(s): Eladio Sibaja |

| 18 de diciembre de 1960 | Herediano | 1:0 (1:0) | Carmelita | Estadio de Heredia, Heredia |                             |
|                         | Carpio 6' |           |           | Árbitro(s): Juan Soto París | Árbitro(s): Juan Soto París |

#### Grupo B
| 27 de noviembre de 1960 | Barrio México | 0:3 (0:2) | Saprissa          | Estadio de Heredia, Heredia |                            |
|                         |               |           | Rojas 9', 35', ?' | Árbitro(s): Eduardo Vargas  | Árbitro(s): Eduardo Vargas |

| 4 de diciembre de 1960 | Cartaginés     | 2:3 (1:0) | Barrio México                          | Estadio de Cartago, Cartago |                          |
|                        | Armijo ?', 63' |           | Chávez 68' · Valenciano ?', 77' (pen.) | Árbitro(s): Martín Araya    | Árbitro(s): Martín Araya |

| 16 de diciembre de 1960 | Saprissa                                | 3:2 (1:0) | Cartaginés      | Estadio Nacional, San José  |                             |
|                         | Francisco Cruz 25' · Rodríguez 66', 88' |           | Armijo 60', 80' | Árbitro(s): Roberto Vásquez | Árbitro(s): Roberto Vásquez |

### Final
| 21 de diciembre de 1960 | Saprissa    | 1:0 (0:0) | Herediano | Estadio Nacional, San José |  |
|                         | Jiménez 47' |           |           |                            |  |

|                                |
| Deportivo Saprissa 3.er título |

| Predecesor: Copa Costa Rica 1959 | Torneo de Copa de Costa Rica 1960 | Sucesor: Copa ASOFUTBOL 1961 |